# Список глав правительства Гайаны
Спи́сок глав прави́тельства Гайа́ны включает в себя руководителей правительства Гайаны (до 1966 года — Британская Гвиана) со времени создания в стране в 1953 году правительственного кабинета. В настоящее время руководство правительством закреплено за главой государства — президентом, которому в этом содействует премьер-министр Кооперативной Республики Гайана (англ. Prime Minister of the Co-operative Republic of Guyana), который председательствует на заседаниях кабинета при отсутствующем президенте. Их положение в системе государственной власти определяет конституция, вступившая в силу 20 февраля 1980 года.
Премьер-министр представляет партию, имеющую большинство в Национальной ассамблее (англ. National Assembly), однопалатном парламенте. Ассамблея избирается на срок 5 лет одновременно с президентом страны. Этим электоральным периодом определяется срок полномочий правительства, ограничений для повторного формирования кабинета при сохранении парламентского большинства не установлено.
В колониальный период глава кабинета именовался первоначально главный министр (1953 г.), с получением самоуправления в 1961 году главой правительства стал премьер (1961—1966) (), с провозглашением независимости в 1966 году — премьер-министр (), после провозглашения республики это наименование поста сохранилось ().
Применённая в первом столбце таблиц нумерация является условной. Также условным является использование в первых столбцах цветовой заливки, служащей для упрощения восприятия принадлежности лиц к различным политическим силам без необходимости обращения к столбцу, отражающему партийную принадлежность. В столбце «Выборы» отражены состоявшиеся выборные процедуры, сформировавшие состав парламента, поддерживающий главу правительства.

## Британская Гвиана (1953—1966)
В коронной колонии Соединённого королевства Британская Гвиана в 1953 году был создан правительственный кабинет, имеющий исполнительные полномочия, значительно ограниченные полномочиями лондонского правительства Её Величества, следующими из конституционного обычая.
Первоначально его возглавлял главный министр англ. Chief Minister of British Guiana), которым становился лидер победившей на выборах в парламент партии, однако в том же году по причине конфликта занявшего его Чедди Джагана с колониальными властями самоуправление было приостановлено, пост упразднён. При восстановлении в 1961 году самоуправления Британской Гвианы пост главы её правительства получил наименование премьер (англ. Premiers of British Guiana).
|                                                                                          | Портрет | Имя (годы жизни)                                                             | Полномочия      | Полномочия      | Партия                               | Выборы | Должность                                                                | Пр.          |
| Начало                                                                                   | Портрет | Имя (годы жизни)                                                             | Окончание       |                 | Партия                               | Выборы | Должность                                                                | Пр.          |
| ---------------------------------------------------------------------------------------- | ------- | ---------------------------------------------------------------------------- | --------------- | --------------- | ------------------------------------ | ------ | ------------------------------------------------------------------------ | ------------ |
| 1 (I)                                                                                    |         | Чедди Беррет Джаган (1918—1997) англ. Cheddi Berret Jagan                    | 30 мая 1953     | 9 октября 1953  | Народная прогрессивная партия Гайаны | 1953   | главный министр Британской Гвианы англ. Chief Minister of British Guiana | [ 7 ] [ 8 ]  |
| Правительственный кабинет не формировался с 9 октября 1953 года по 26 августа 1961 года. |         |                                                                              |                 |                 |                                      |        |                                                                          |              |
| 1 (II)                                                                                   |         | Чедди Беррет Джаган (1918—1997) англ. Cheddi Berret Jagan                    | 5 сентября 1961 | 12 декабря 1964 | Народная прогрессивная партия Гайаны | 1961   | премьер Британской Гвианы англ. Premiers of British Guiana               | [ 7 ] [ 8 ]  |
| 2 (I)                                                                                    |         | Линдон Форбс Сампсон Бёрнхем (1923—1985) англ. Linden Forbes Sampson Burnham | 12 декабря 1964 | 26 мая 1966     | Народный национальный конгресс       | 1964   | премьер Британской Гвианы англ. Premiers of British Guiana               | [ 9 ] [ 10 ] |

## Премьер-министр Гайаны (королевство, 1966—1970)

Флаг (с 1966)

После провозглашения независимости страны в структуре монархии Гайаны премьер-министр Гайаны (англ. Prime Minister of Guyana) являлся главой правительства и обладал исполнительными полномочиями власти монарха, который по всем вопросам гайанского государства советовался исключительно с министрами правительства Гайаны. Представляющий монарха генерал-губернатор назначался по совету премьер-министра; назначение премьер-министром лица, имеющего наилучшие шансы получить парламентскую поддержку, являлось прерогативой самого генерал-губернатора, а не представляемого им монарха. Титул правящей королевы Гайаны Елизаветы II менялся; в период с 26 мая по 18 июня 1966 года он был Елизавета Вторая, Милостью Божьей, Королева Соединённого Королевства Великобритании и Северной Ирландии, и других её королевств и территорий, Глава Содружества, Защитница веры (англ. Elizabeth the Second, by the Grace of God, of the United Kingdom of Great Britain and Northern Ireland and of Her other Realms and Territories Queen, Head of the Commonwealth, Defender of the Faith), затем Елизавета Вторая, Милостью Божьей, Королева Гайаны и других её королевств и территорий, Глава Содружества (англ. Elizabeth the Second, by the Grace of God, Queen of Guyana and of Her other Realms and Territories, Head of the Commonwealth).
|          | Портрет | Имя (годы жизни)                                                             | Полномочия  | Полномочия      | Партия                         | Выборы      | Пр.          |
| Начало   | Портрет | Имя (годы жизни)                                                             | Окончание   |                 | Партия                         | Выборы      | Пр.          |
| -------- | ------- | ---------------------------------------------------------------------------- | ----------- | --------------- | ------------------------------ | ----------- | ------------ |
| 2 (I—II) |         | Линдон Форбс Сампсон Бёрнхем (1923—1985) англ. Linden Forbes Sampson Burnham | 26 мая 1966 | 23 февраля 1970 | Народный национальный конгресс | [ комм. 5 ] | [ 9 ] [ 10 ] |
| 2 (I—II) | 1968    | Линдон Форбс Сампсон Бёрнхем (1923—1985) англ. Linden Forbes Sampson Burnham | 26 мая 1966 | 23 февраля 1970 | Народный национальный конгресс |             | [ 9 ] [ 10 ] |

## Премьер-министр Гайаны (республика, с 1970)
Разрыв конституционных связей Гайаны с Соединённым королевством был осуществлён провозглашением 23 февраля 1970 года республики, с установлением церемониального поста президента, избираемого Национальной ассамблеей. На состоявшемся 10 июля 1978 года конституционном референдуме были приняты решения о внесении изменений в конституцию решением Национальной ассамблеи и об объявлении избранного в 1973 году состава Ассамблеи Учредительным собранием. Разработанная им новая конституция была обнародована 6 октября 1980 года, закрепив используемое ранее официальными органами наименование Кооперативная Республика Гайана и сконцентрировав полноту исполнительных полномочий у президента, сохранив за премьер-министром Кооперативной Республики Гайана (англ. Prime Minister of the Co-operative Republic of Guyana) функцию их проводника.
|            | Портрет         | Имя (годы жизни) | Полномочия      | Полномочия      | Партия                                    | Выборы       | Пр.           |
| Начало     | Портрет         | Имя (годы жизни) | Окончание       |                 | Партия                                    | Выборы       | Пр.           |
| ---------- | --------------- | --- | --------------- | --------------- | ----------------------------------------- | ------------ | ------------- |
| 2 (II—III) |                 | Линдон Форбс Сампсон Бёрнхем (1923—1985) англ. Linden Forbes Sampson Burnham                                            | 23 февраля 1970 | 6 октября 1980  | Народный национальный конгресс            | [ комм. 7 ]  | [ 9 ] [ 10 ]  |
| 2 (II—III) | 1973            | Линдон Форбс Сампсон Бёрнхем (1923—1985) англ. Linden Forbes Sampson Burnham                                            | 23 февраля 1970 | 6 октября 1980  | Народный национальный конгресс            |              | [ 9 ] [ 10 ]  |
| 3          |                 | Птолемей Александр Рид (1918—2003) англ. Ptolemy Alexander Reid                                                         | 6 октября 1980  | 16 августа 1984 | Народный национальный конгресс            | 1980         | [ 18 ] [ 19 ] |
| 4          |                 | Хью Десмонд Хойт (1929—2002) англ. Hugh Desmond Hoyte                                                                   | 16 августа 1984 | 6 августа 1985  | Народный национальный конгресс            | [ комм. 10 ] | [ 20 ] [ 21 ] |
| 5 (I—II)   |                 | Гамильтон Белал Грин (1934—) англ. Hamilton Belal Green                                                                 | 6 августа 1985  | 9 октября 1992  | Народный национальный конгресс            | [ комм. 11 ] | [ 22 ] [ 23 ] |
| 5 (I—II)   | 1985            | Гамильтон Белал Грин (1934—) англ. Hamilton Belal Green                                                                 | 6 августа 1985  | 9 октября 1992  | Народный национальный конгресс            |              | [ 22 ] [ 23 ] |
| 6 (I)      |                 | Самуэль Арчибальд Энтони Хайндс (1943—) англ. Samuel Archibald Anthony Hinds                                            | 9 октября 1992  | 17 марта 1997   | Народная прогрессивная партия Гайаны      | 1992         | [ 24 ] [ 25 ] |
| 7          |                 | Джанет Розали Джаган (1920—2009) англ. Janet Rosalie Jagan урожд. Джанет Розали Розенберг англ. Janet Rosalie Rosenberg | 17 марта 1997   | 16 декабря 1997 | Народная прогрессивная партия Гайаны      | [ комм. 13 ] | [ 26 ] [ 27 ] |
| 6 (II)     |                 | Самуэль Арчибальд Энтони Хайндс (1943—) англ. Samuel Archibald Anthony Hinds                                            | 16 декабря 1997 | 9 августа 1999  | Народная прогрессивная партия Гайаны      | 1997         | [ 24 ] [ 25 ] |
| 8          |                 | Бхаррат Джагдео (1964—) англ. Bharrat Jagdeo                                                                            | 9 августа 1999  | 11 августа 1999 | Народная прогрессивная партия Гайаны      | [ комм. 16 ] | [ 28 ] [ 29 ] |
| 6 (III—VI) |                 | Самуэль Арчибальд Энтони Хайндс (1943—) англ. Samuel Archibald Anthony Hinds                                            | 11 августа 1999 | 4 апреля 2001   | Народная прогрессивная партия Гайаны      | [ комм. 17 ] | [ 24 ] [ 25 ] |
| 6 (III—VI) | 4 апреля 2001   | Самуэль Арчибальд Энтони Хайндс (1943—) англ. Samuel Archibald Anthony Hinds                                            | 4 сентября 2006 | 2001            | Народная прогрессивная партия Гайаны      |              | [ 24 ] [ 25 ] |
| 6 (III—VI) | 4 сентября 2006 | Самуэль Арчибальд Энтони Хайндс (1943—) англ. Samuel Archibald Anthony Hinds                                            | 5 декабря 2011  | 2006            | Народная прогрессивная партия Гайаны      |              | [ 24 ] [ 25 ] |
| 6 (III—VI) | 5 декабря 2011  | Самуэль Арчибальд Энтони Хайндс (1943—) англ. Samuel Archibald Anthony Hinds                                            | 20 мая 2015     | 2011            | Народная прогрессивная партия Гайаны      |              | [ 24 ] [ 25 ] |
| 9          |                 | Мозес Вирасамми Нагамуту (1947—) англ. Moses Veerasammy Nagamootoo                                                      | 20 мая 2015     | 1 августа 2020  | Реформа Народного национального конгресса | 2015         | [ 31 ] [ 32 ] |
| 10         |                 | Марк Энтони Филлипс (1961—) англ. Mark Anthony Phillips                                                                 | 2 августа 2020  | действующий     | Народная прогрессивная партия Гайаны      | 2020         | [ 33 ] [ 34 ] |